# Saint-Sylvain-d'Anjou
Saint-Sylvain-d'Anjou é uma ex-comuna francesa na região administrativa da Pays de la Loire, no departamento de Maine-et-Loire. Estendeu-se por uma área de 21,26 km². Em 2010 a comuna tinha 7 659 habitantes (densidade: 360,3 hab./km²).
Em 1 de janeiro de 2016 foi fundida com a comuna de Pellouailles-les-Vignes para a criação da nova comuna de Verrières-en-Anjou.